# 2010年海地地震
2010年海地地震于协调世界时2010年1月12日21时53分9秒（海地当地时间12日下午16时53分9秒）左右发生，地震規模为黎克特制7.0級。震中位于海地首都太子港以西南方25公里，即海地西部省萊奧甘附近，震源距离地表13公里左右。美国地质调查局已录得一系列余震，其中5.0以上有10次，较大余震包括5.9余震一次和5.5余震一次。2010年1月20日，海地首都太子港发生里氏規模6.1地震为最大余震。
国际红十字会估计，受到地震影响的人口大约为300万。海地政府估計有25萬座住宅和3萬座商業建築倒塌或嚴重受損。位于海地首都太子港的大多数建筑均在地震中遭到损毁，其中包括海地总统府、国会大厦、太子港大教堂、中華民國駐海地大使館、医院和监狱。
根据联合国的相关报告，驻海地维和部队总部驻地，海地太子港克里斯托弗酒店在强震中损毁，大量联合国维和工作人员在地震中下落不明，10萬人被活埋。多國派遣救援隊伍前往海地救災及處理屍體。海地总统勒内·普雷瓦尔及夫人在地震中幸免於難，但普雷瓦尔证实，联合国海地稳定特派团团长，赫迪·阿纳比（突尼斯人）在地震中不幸遇难。
許多國家響應了人道主義援助的呼籲，承諾提供資金並派遣救援隊伍。通信系統、海陸空交通設施、醫院和電網在地震中受損，阻礙了救援工作。太子港的太平間擠滿了數以萬計的屍體。
1月22日，聯合國認為救援行動的緊急階段接近尾聲，次日海地政府正式取消了對倖存者的搜尋。

## 该地区历史地震背景

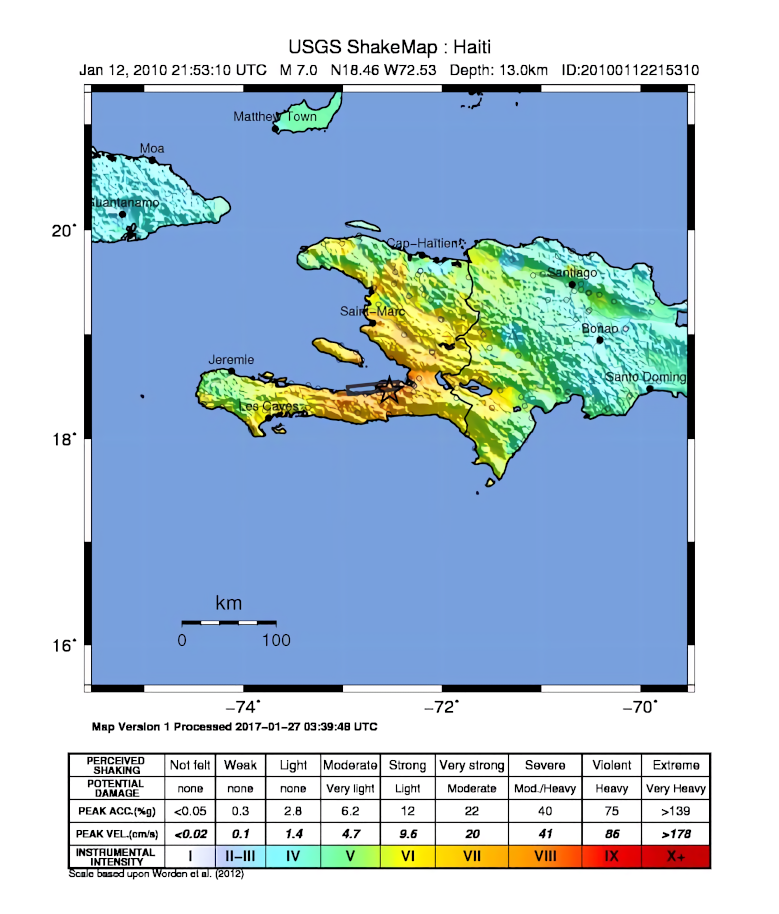
USGS震度分布圖

海地所处的伊斯帕尼奥拉岛是地震活跃地区，历史上曾多次经历过破坏性地震。其中一次地震发生在1751年，当时伊斯帕尼奥拉岛仍处在法国的殖民控制下。此外，在1770年时也发生过一次较大的地震。据来自法国历史学家莫罗德·圣·梅里（Moreau de Saint-Méry，1750年-1819年）的资料记载，1751年10月18日的地震发生以后，太子港“只有一座砖石建筑物没有坍塌”，但1770年6月3日发生的地震使“整个城市倒塌了”。
1842年5月7日发生在海地北部城市海地角的一次地震摧毁了海地北部部分城镇和邻国多米尼加共和国部分地区。
1946年，一次芮氏規模8.0的大地震袭击了多米尼加共和国和海地，并引发了海啸，造成1790人死亡，大量人员受重伤。
一份1992年的研究报告指出，海地处于地震活动末期的恩里基洛－芭蕉花园断层带（Enriquillo-Plantain Garden fault zone）上，这一地区的地震多由板块的水平移动而引起。这个断层带从伊斯帕尼奥拉岛中南海部一直延伸到牙买加，处于加勒比海和北美大陆板块的交界处。虽然这个地区近几十年来没有重大地震活动，但是科学家几十年来一直预测有发生芮氏規模7.2以上重大地震的危险，其破坏力类似于1692年牙买加地震。
2008年3月，保罗·曼（Paul Mann）和一个2006级学生研究小组在加勒比地区第十八次地质大会上提交了一份危险评估报告，特别注明了恩里基洛－芭蕉花园断层带的较大变形，由于过去40年间，这一断层基本处于稳定状态，所以小组建议“高度重视”这一变化，有可能引发芮氏規模7.2以上的地震。
海地的一份报纸《Le Matin》在2008年9月发表的一篇文章援引地质学家帕特里克·查尔斯的评论指出，太子港处于发生地震的高风险地区。
海地是西半球最贫穷的国家。在182个国家和地区的人类发展指数排名中位居第149，其应对重大灾难的紧急救援能力极其有限，被联合国粮食及农业组织列入“经济脆弱”国家行列。另外，海地已遭受多次飓风袭击，造成洪水泛滥和巨大损失，最近一次是在2008年，遭受了热带风暴法伊和飓风古斯塔夫的侵袭。

## 對基礎設施的破壞
地震對海地全國各地應對災難所需的基礎設施造成嚴重破壞，這包括首都的所有醫院；海陸空交通設施；和通信系統。太子港周圍的三個無國界醫生醫療設施也被波及，導致其中一個完全倒塌。
地震嚴重損壞了杜桑·盧維杜爾國際機場的控制塔。 太子港海口的損壞導致港口無法立即用於救援行動；由於地基薄弱，海口的集裝箱起重機嚴重傾斜。海地北部的戈納伊夫港口則仍在運作。 
道路被碎片或路面破損堵塞。連接太子港和雅克梅勒的主要道路在地震發生十天後仍然被封鎖，阻礙了救援工作。
通信基礎設施遭到嚴重破壞，公共電話系統無法使用，海地最大的兩家移動電話供應商Digicel和Comcel Haiti都有報告它們的服務受到了地震的影響。
2010年2月，海地總理貝勒里夫估計有25萬座住宅和3萬座商業建築遭到嚴重破壞，需要拆除。萊奧甘副市長報告該鎮90%的建築物被地震摧毀。許多政府建築物建築遭到破壞，包括國民議會、最高法院和太子港大教堂。總統府亦遭到嚴重破壞，總統和第一夫人安全無恙。其中一間太子港監獄也被摧毀，大約4000名囚犯得以逃脫。
太子港的大部分市政建築都被嚴重損壞。由於太子港沒有石油儲備，地震前亦很少有市政官員有工作用手機，使得通訊和交通非常困難。 
海地教育部長表示，教育系統已經“徹底崩潰”。全國大約一半的學校和太子港的三所主要大學受到影響。1300多所學校和50所醫療機構被摧毀。
海地藝術界亦損失慘重；藝術品被毀，博物館和藝術畫廊遭到廣泛破壞，其中包括太子港的主要藝術博物館、藝術中心學校、聖皮埃爾學院和聖三一大教堂。
聯合國海地穩定特派團（MINUSTAH）在克里斯托弗酒店的總部和世界銀行的辦公室均被摧毀。佔海地出口額三分之二的服裝業也受到嚴重影響，全國的製衣工廠均遭受結構性破壞。

## 地震後情況
普雷瓦爾總統和政府部長利用杜桑·盧維圖爾國際機場附近的警察總部作為他們的新行動基地，但行動基地的效能非常低。儘管總統和內閣每天都會與聯合國代表會面，但就救援工作的分工仍然存在混淆，截至1月16日，沒有一個團體組織過救援工作。政府將機場的控制權移交給美國，以加快和緩解因空中交通管制塔台受損而受阻的飛機升降。
太子港的太平間設施幾乎立即不堪重負。到1月14日，接近一千具屍體被放置在街道和人行道上。政府工作人員駕駛卡車收集數千具屍體，將他們埋在萬人坑中。在炎熱和潮濕的環境中，埋在瓦礫中的屍體開始腐爛並散發出異味。
太子港市長傑森 (Jean-Yves Jason) 說，官員們就如何處理大量屍體爭論了幾個小時。政府將許多人埋在萬人坑中，一些地上的墳墓被強行打開，以便將屍體堆放在裡面，還有一些屍體被燒毀。 

## 地震傷亡

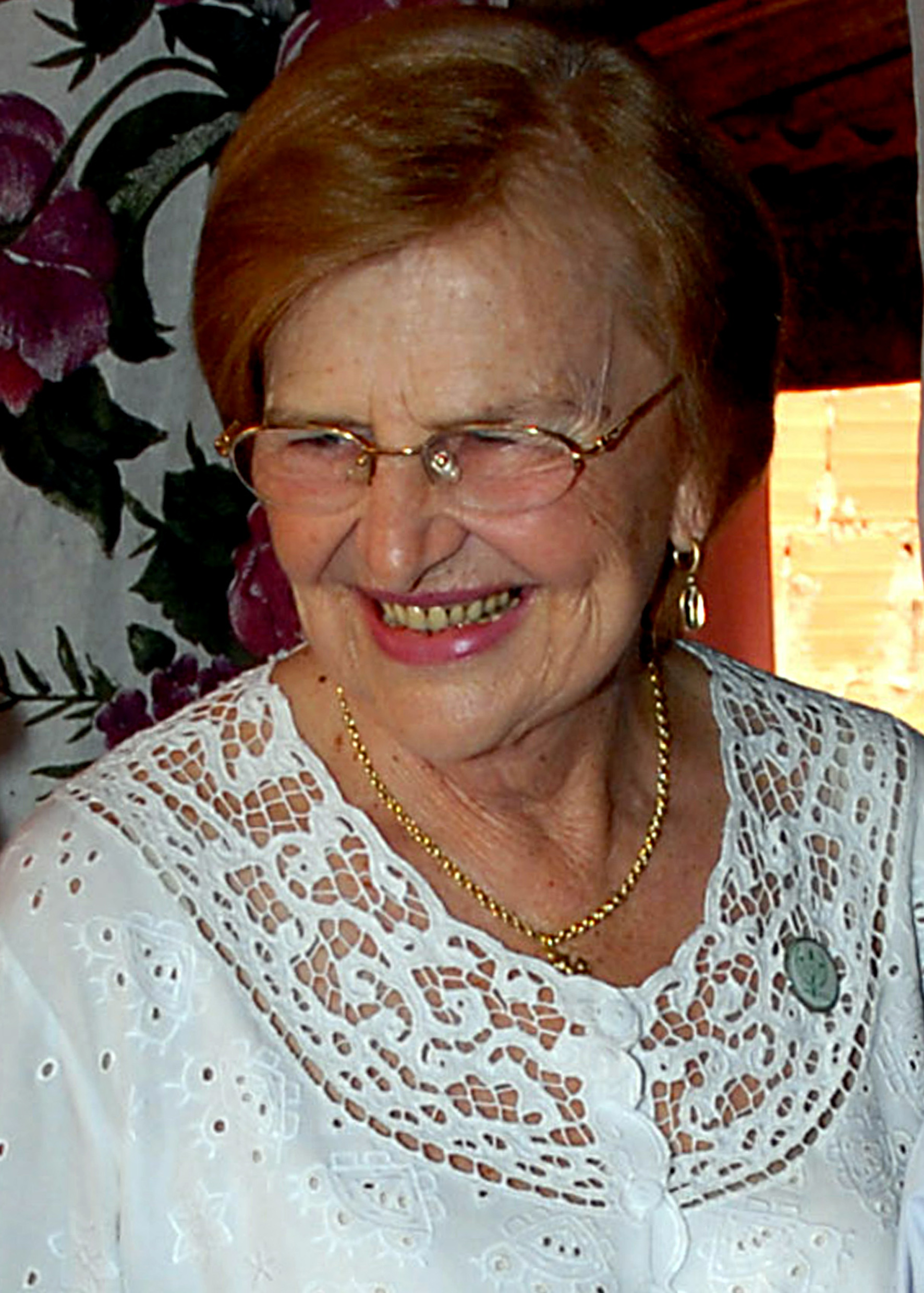
在地震中喪生的巴西小兒科醫生齐尔达·阿恩斯

死亡人數為27萬人，地震使48万人失去家园，370万人受灾；另有國際紅十字會的数据称：可能有超過300萬人受到影響。死傷人數在最初幾天急速增加的一個原因是醫療設施和人員的缺乏。醫療設施在地震中受到嚴重損害，外籍與海地當地醫療人員、警察、軍人也在死傷名單中。在地震發生不久後，包括海地駐美國大使拉蒙德·约瑟夫（Raymond Joseph）在內的海地政府官員隨即對國際發佈緊急援助請求。外國政府和非政府組織也緊急投入救災工作，但仍有眾多傷者在最初幾天因交通阻斷、無法到達醫療設施而死亡。
天主教太子港總教區總主教若瑟·繆特在地震中遇难。1月14日已发现有36名联合国工作人员与維和部隊工作人员在地震中遇难，另外还有超过200人失踪，极有可能都被建筑废墟掩埋。 
另外，也有许多外国人在地震中丧生，包括阿根廷、巴西、加拿大、中華人民共和國、多米尼加共和国、法国、德國、墨西哥、荷蘭、新西兰、西班牙、中華民國、英國、美國等多国公民。
在1月16日，一些报告指出，地震导致的死亡人数可能接近20萬人，另外还有25萬人在地震中受伤，其他的一些数字显示，多达100萬的海地人现在无家可归。
截至1月22日，根据海地政府的报告，确认死亡人数已经超过20万人，直追2004年印度洋大地震和1976年唐山大地震死亡人数。

## 救援行动

### 1月12日

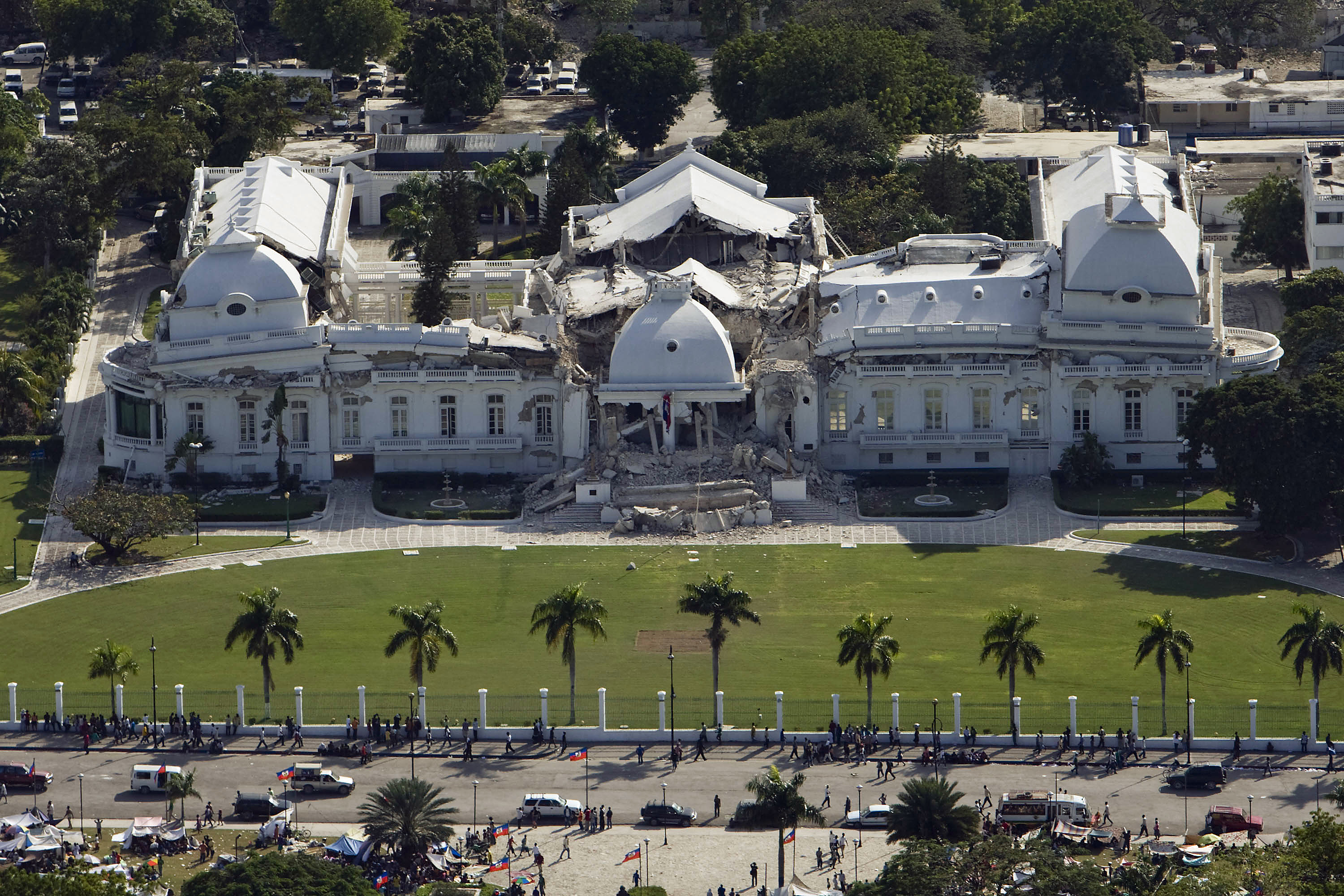
海地總統府倒塌

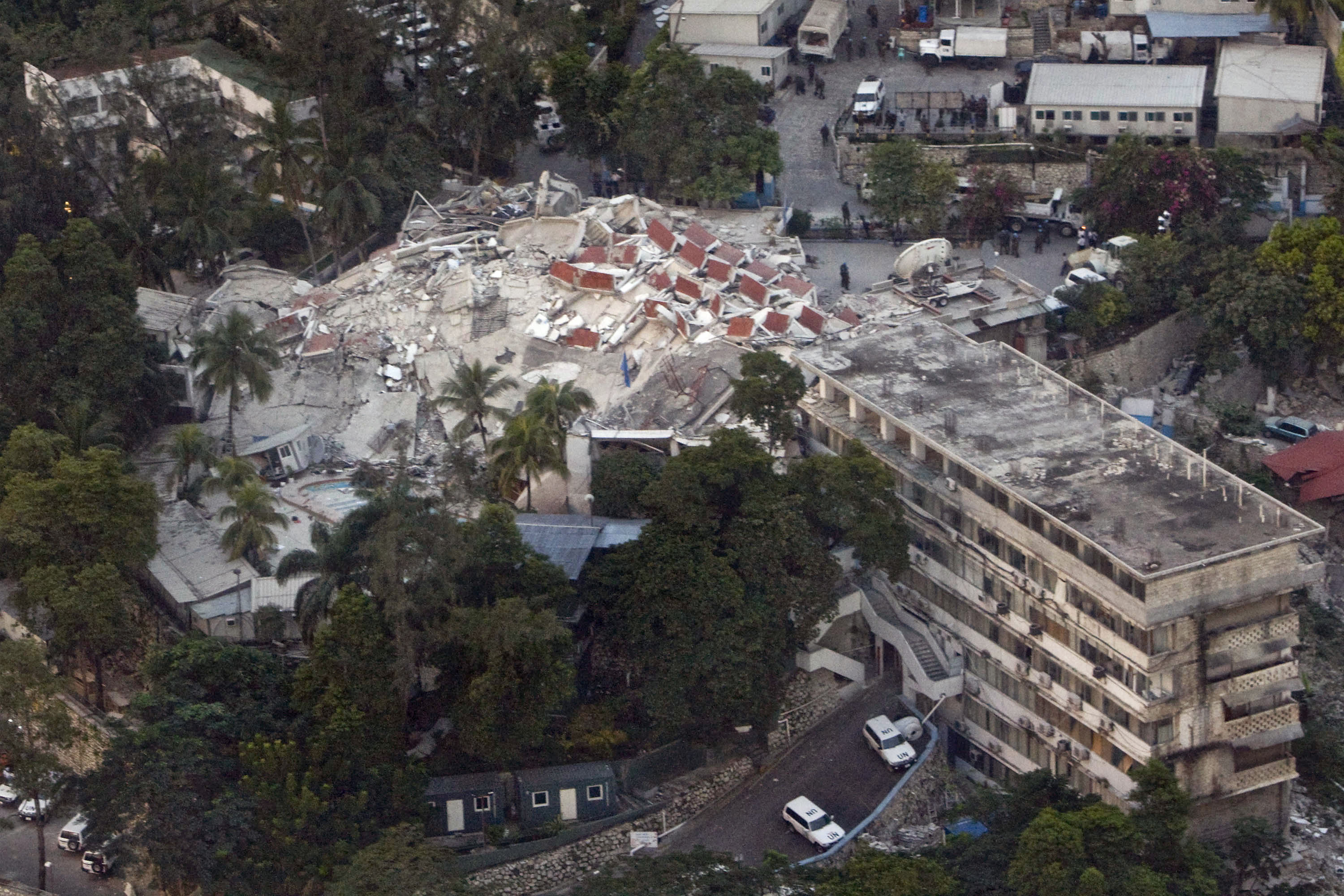
聯合國維和部隊總部倒塌

1月12日，海地於當地時間下午五時發生黎克特制7.3大地震。阿根廷空军野战移动医院，已在太子港部署，是部署在太子港的唯一仍然开放的医疗设施。同日，来自阿根廷的联合国部队所属的直升机帮助转移疏散严重伤员至多米尼加共和国首都圣多明各。

### 1月13日
由于许多医院建筑在地震中倒塌，截至1月13日，只有阿根廷军事野战医院仍然在太子港，并正在努力地接收照顾数目庞大的伤员。
无国界医生组织的报告说，至少有两家医院仍然处于良好状态，他们的医生将开始准备为需要紧急手术治疗的约500人提供服务。

### 1月15日
据报道海地政府人员已经从废墟中清理出约9000具尸体，政府开始挖掘集体坟墓，将尸体埋葬在万人坑中。来自8个国家的搜索救援队正试图寻找仍然被困在废墟中的幸存者。受地震波及的地区交通仍未恢复，由于地震使当地港口设施遭到重创，运载救援物质的货轮抵达海地后无法找到合适的地点靠岸或卸货。另外，海地首都太子港机场停机位不足，不少飞机被迫在机场上空盘旋等待降落，已有数架飞机改飞其他地点，其中包括邻国圣多明各机场，然后通过崎岖山路进行地面转运。海地驻美国大使表示，太子港机场塔台倒塌，机场过于拥挤。飞行人员已接到通知，任何试图降落太子港机场的飞机都至少需要盘旋等待一小时以上，而且机场已经无法提供飞机燃油。古巴为此已解除了空域限制，允许美国飞机为了节省时间，直航于美国和海地之间，运送重伤海地人到美国。
无国界医生组织一份报告指出，该组织在海地的两个医院提供的医疗服务在当地的需求是“压倒性”的。
虽然受到了地震的严重破坏，太子港的克里奥尔别墅酒店（the Hotel Villa Creole）已经被改造成了一个临时医院和媒体中心。
由于地震导致海地移动通讯服务极其不稳定，海地总统普雷瓦尔及海地政府官员们已开始使用卫星电话进行救援工作的组织协调。
1月17日，所有政府建築物均下半旗致哀。

## 各國反應

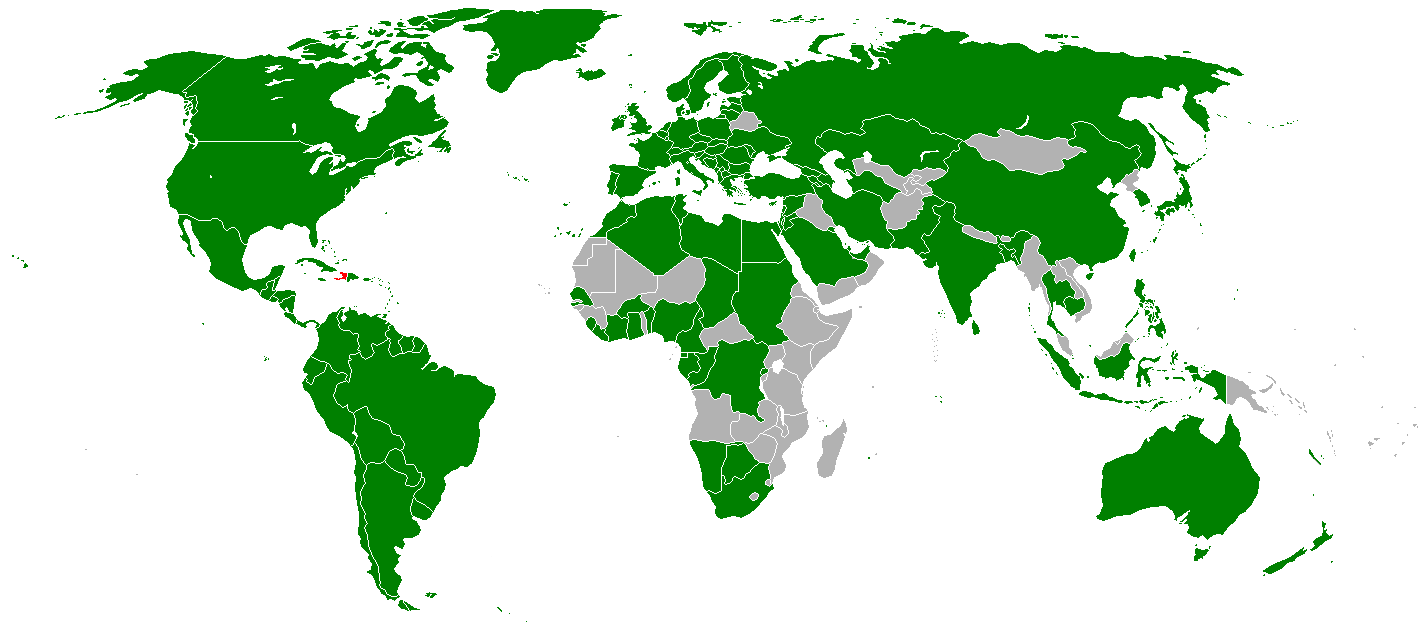
投入海地地震救援工作的國家或地区

- ：澳大利亞聯邦政府承諾1,000萬澳元援助。[52]
- 加拿大：加拿大政府捐贈500萬加元援助，並捐出与民間捐款相同數目的捐款，目標是1億加元。[53][54]加拿大政府並宣佈啟動「赫斯提亞」行動，當中包括派出一支災難援助應變小組、加拿大皇家海軍護衛艦「哈利法克斯號」、驅逐艦「阿薩巴斯卡號」、一架波音C-17环球霸王III及2架CH-146格里芬搜救直升機。[55][56][57]
- 中華民國：海地是中華民國互設大使館的邦交國之一。中華民國政府與臺灣人民共捐助賑款約美金1500萬與約美金400萬的物資（合計總值約新台幣5億4千萬元）。[58][59]
  - 政府在地震發生當天立即指派內政部消防署特種搜救隊23名成員、攜帶2噸裝備及2隻搜救犬，迅速前往海地馳援。[60]政府另協調中華民國紅十字總會派遣的「緊急搜救醫療團」33名成員於本月15日晚間啟程前往海地參與救援行動。台灣搜救隊成功救出一名聯合國法籍職員和一名聯合國海地籍警衛。衛生署「臺灣國際醫衛行動團隊」（IHA）及國防部醫療小組共約18人、「國際合作發展基金會行動醫療團」15人亦前往海地協助當地災民，提供緊急公衛醫療協助。臺灣台灣路竹醫療和平會義診團則由會長劉啟群率醫護志工人員一行68人（包括3名在臺灣就讀醫學院的海地留學生），前往多明尼加及海地邊境所設置的緊急醫療中心，為海地災民提供即時醫療救助。[61][62]
  - 中華民國外交部亦於地震當日代表政府捐贈20萬美元，其後再追加至共533萬美元協助海地救災，提供200公噸的食米、收購50公噸糧食賑災。[63]中華民國國防部並派出中華民國空軍C-130運輸機中轉美國亞利桑那州軍事基地加油後，經另一邦交國多明尼加轉往海地運送人道救援物資，這也是該國空軍史上最遠航程的海外飛航任務。[64]
  - 外交部並統籌整合政府與民間醫療救援捐款、物資及人力，視海地情況及需要配合各國與聯合國人道事務協調廳（OCHA）之救援調度，提供必要而迅速的協助。中華民國紅十字會、台灣世界展望會、佛教慈濟基金會、法鼓山慈善基金會、富邦文教基金會、佛光山佛光會、和靈鷲山佛教基金會等共同募集緊急醫藥物資、食品、飲用水、衣物、毛毯、帳棚、照明設備和屍袋等，總計重量約84公噸，價值約新台幣1,200萬元。[65][62]
  - 地震發生隔天，台灣網友也透過最適於廣為宣傳周知以發揮募捐效果的社群網站「臉書」（Facebook）[66]上開設提供海地震災相關資訊及具公信力援助方式的群組「海地大地震-台灣行動網 Taiwan for Haiti」。[67]
  - 中華民國總統馬英九於一月底參加宏都拉斯新任總統羅博就職典禮後，專機轉赴海地鄰邦多明尼加，除了運送十噸醫藥及救援物資，並會晤多國總統費南德斯與海地總理貝勒理福，在三邊會談中討論海地重建計畫。[68][69]
- 中华人民共和国：中華人民共和國政府派出一支68人國際救援隊，攜帶20多噸物資、救援設備和3隻曾在汶川大地震中執行過救援任務的救援犬，於13日晚上8時30分從北京首都國際機場乘坐包機直飛海地首都太子港。成員包括救援人員、武警總醫院15名醫生、外交部、公安部工作人員和記者。[70][71]1月16日，另一架飞机运载了价值1300万人民币的90吨救灾物资启程驰援海地，救援物资包括药品、帐篷、单衣、食品、饮用水等。[72]。

海地當地有聯合國授權中國人民解放軍派駐海地的維和部隊，兩岸救難隊抵達海地支援時，當地解放軍維和部隊給予兩岸救難隊安全維護。
- 以色列：以色列外交部，派出一支包括醫生及救援人員的220人救援隊伍，乘坐2架帶備儀器、一個包括手術室戰地醫院的飛機前往海地。[73]
- 牙买加：牙買加政府醫院宣佈進入戒備狀態，隨時接收受傷海地人民。手提電話網絡商Digicel捐出500萬美元給非政府救援組織。[74][75]
- 瑞士：瑞士聯邦政府，派出一支隸屬外交部「發展及合作辦事處」的快速應變部隊，乘搭一架龐巴迪CL604挑戰者醫療專機，於1月13日早上由蘇黎世機場起飛趕赴海地。[76][77]
- 美国：美國派遣美國陸軍第82空降師部分單位，與美國海軍卡爾文森號航空母艦在第一時間投入救災。在1月13日接到派遣命令後，卡爾文森號卸載艦上戰鬥機群，改載援助物資和19架直升機，隨即與護航艦全速趕往海地，並於1月15日抵達太子港外海，做為美軍救災直升機的基地[78]。海軍另派安慰號醫院船與巴丹號兩棲攻擊艦前往海地，這兩艘船艦可提供共約1600床的醫療服務[79][80][81]。歐巴馬總統承諾提供美元$1億的援助[82]。2010年2月，翻唱We Are the World，藉以籌措救災費用。
- 英国：英國政府承諾620萬英鎊援助，並派出一支71人搜救隊，攜帶專業重型搜救儀器及2隻搜救犬。[83]英女王伊麗莎白二世，向海地總統及受影響人民表示深切的難過、同情及哀悼。[84]
- 联合国：联合国秘书长潘基文向在海地大地震中不幸遇难的海地人及联合国维和人员表示诚挚的哀悼。联合国从中央应急紧急基金中调拨1000万美元支援该国救灾行动，并派遣助理秘书长、前海地问题特别代表穆勒前往现场协调救援工作。[85]1月19日安理会一致通过第1908号决议，决定向联合国海地稳定特派团增派3500名维和人员，其中包括1500名警察和2000名军事人员，以支持海地地震后恢复、稳定和重建努力。[86]
- 韓國：總共捐助了1,300萬美元，其中第一階段迅速捐助了100萬美元，第二階段提供了另外的1,000多萬美元[87]。這些賑款約3分之2直接來自韓國政府的短期、長期援助款，其餘是由民間機構募款而得，之後民間組織又捐了200萬美元[88]。
  - 人員支援部分，韓國行政安全部在災變後迅速派遣了35人的救援小組赴海地協助搜索、援救及醫療服務，並在首都太子港當地成立了獨立診所[89]。2010年3月，作為聯合國維和活動的一環，韓國國軍組成的甘雨部隊（英语：Task Force Danbi）派遣了約250人至海地，在聯合國指揮下協助重建工作[90][88]

## 外部連結
- 台灣救助海地震災，中華民國外交部。
- 香港政府新聞網：特區政府關注海地地震 （页面存档备份，存于）